# Artilleriestellungen Gempenplateau

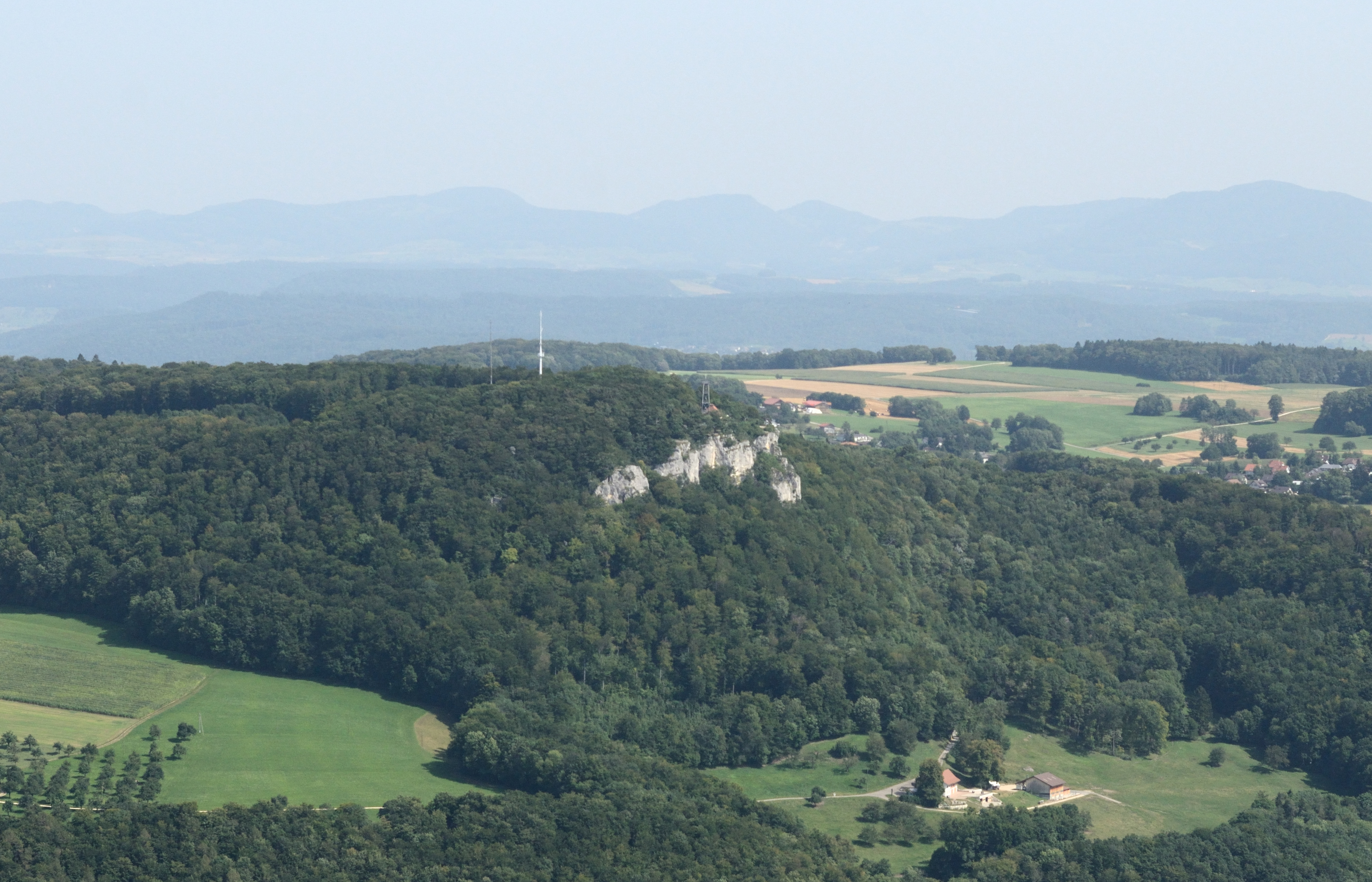
Gempenplateau

Die Artilleriestellungen Gempenplateau waren verbunkerte Stellungen für die Feldartillerie. Sie wurden während des Zweiten Weltkriegs zur Landesverteidigung und zur Verhinderung einer Umgehung der Maginotlinie durch die Schweiz von der Schweizer Armee erstellt.
Das Baudetachement Renfer begann im Mai 1940 mit dem Bau der Batteriestellungen am Rande des Gempenplateaus auf dem Gebiet der Kantone Basel-Landschaft und Solothurn. Die Sperrstelle Gempenplateau gilt als militärhistorisches Denkmal von nationaler Bedeutung.

## Strategische Bedeutung
Das Gempenplateau bildete im Zweiten Weltkrieg, zusammen mit der vorgelagerten Stadt Basel (Stadtkommando Basel) den linken und rechten Eckpfeiler aller gegen Nordosten und gegen Nordwesten erstellten Verteidigungsstellungen. Zur Verhinderung einer Umgehung fremder Armeen durch das Territorium der Schweiz hatte es den Anschluss an die Maginotlinie beziehungsweise den Westwall sicherzustellen. Die auf dem Gempenplateau errichteten Artilleriestellungen hätten die Rheinübergänge und die Eingänge ins Tal der Birs als auch jene ins Tal der Ergolz abdecken können.
Mangels Auszugstruppen, Artillerieverbänden und Geschützen konnten die Stellungen auf dem Plateau nicht besetzt werden. Die Grenzbrigade 4 hatte mit drei Bataillonen einen Aufstieg des Gegners auf das beherrschende Gempenplateau ohne Artillerieunterstützung zu verzögern.

## Manöver H

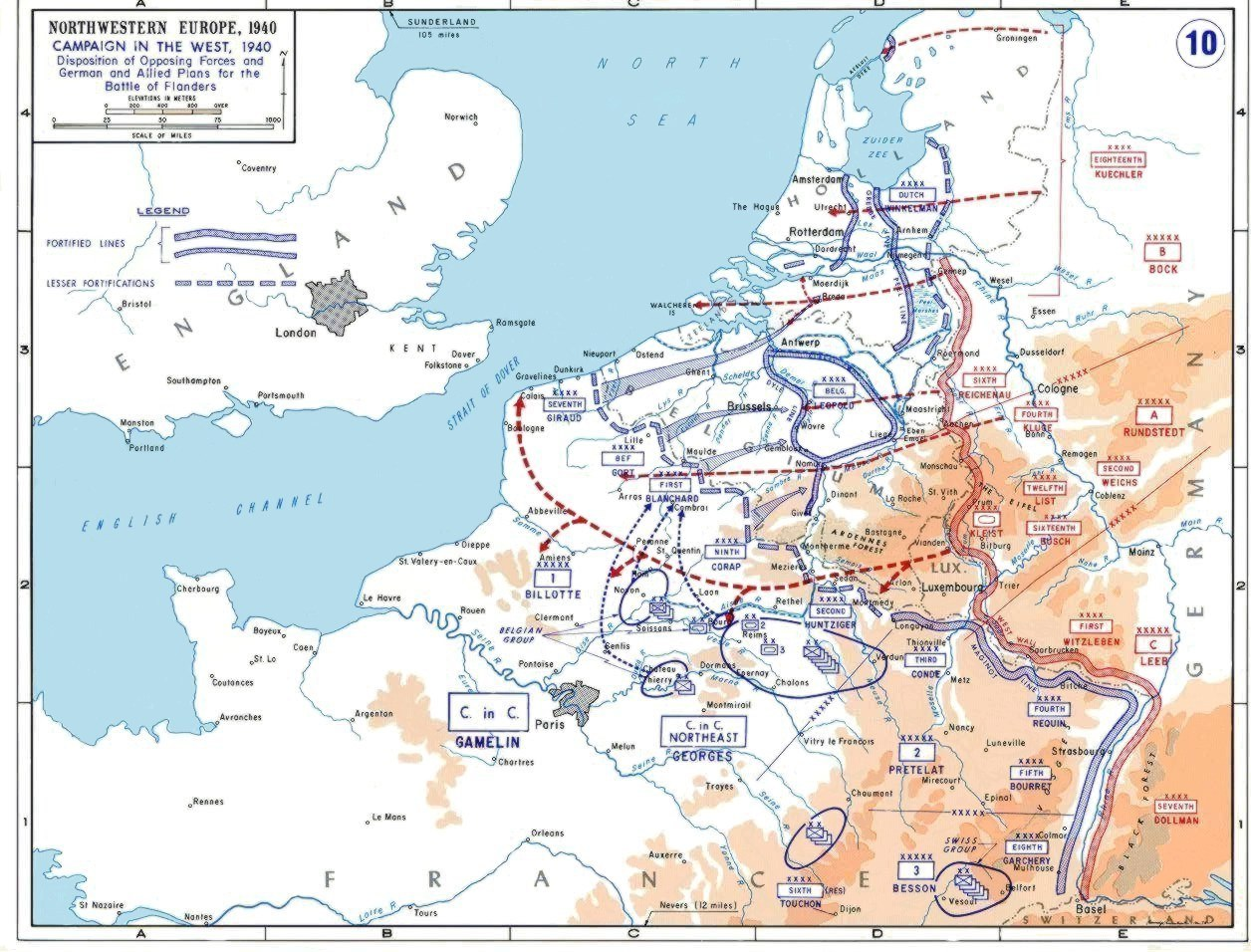
Die für „Manöver H“ bereitstehenden französischen Einheiten sind bei «BESSON» als „Swiss Group“ gekennzeichnet.

Die Schweizer Armeeführung hatte mit der französischen Armee bis im Oktober 1939 Abmachungen getroffen, um im Fall eines deutschen Angriffs, diese Verteidigungslücke mit Hilfe französischer Truppen zu schliessen. Diese Abmachungen ermöglichten es mit dem Operationsbefehl 2 «Fall Nord» der Schweizer Armee, grosse Schweizer Truppenkontingente von der Grenze mit Frankreich zur Grenze mit Deutschland zu verschieben und dort die erste Armeestellung (Limmatstellung) zu errichten und zu besetzen.
Ende März 1940 war das Manöver H vollständig ausgearbeitet und umsetzungsbereit. Um einer Umgehung der Maginotlinie  deutscher Truppen durch die Schweiz zu begegnen, sollte ein französisches Armeekorps den Anschluss an den linken Flügel der schweizerischen Armeestellung herstellen. Dieses sollte die südlichen Ausgänge der Stadt Basel sperren und das Plateau von Gempen behaupten.
In den neuen Direktiven des französischen General Bessons für eine allfällige Intervention im Raum Basel das schweizerische «Scharnierdetachement Gempen» erwähnt, das dem französischen Korps bei dessen Eintreffen in der Schweiz unterstellt würde.

## Division Gempen
Der Bau der Stellungen begann im Frühjahr 1940. Am 20. Mai wurde das Kommando der verstärkten Division Gempen (11 Bataillone der Grenzbrigaden 3 und 4, Stadtkommando Basel) an Oberst Du Pasquier übertragen. Die ad hoc gebildete Division Gempen hatte den Auftrag die Limmatstellung der Schweizer Armee an der Maginotlinie zu verankern und bei einer deutschen Invasion in die Schweiz den Aufmarsch der französischen Interventionstruppen in die Artilleriestellungen Gempenplateau zu schützen.
Dazu standen der Division Gempen 26.295 Mann und folgende Infanteriewaffen zur Verfügung: 792 Leichtmaschinengewehre (Lmg), 210 lafettierte Lmg, 280 schwere Maschinengewehre, 64 81-mm-Minenwerfer, 44 47-mm-Antitankgeschütze.
Der am 10. Mai 1940 begonnene Westfeldzug der deutschen Wehrmacht zwang das französische Oberkommando gegen Ende Mai/Anfang Juni von den vorgesehenen Interventionstruppen (Armeegruppe Besson) immer mehr für die Kämpfe im Norden Frankreichs abzuziehen.
Der rasche Vormarsch der Wehrmacht veränderte die strategische Lage der Schweiz und den Auftrag der Division Gempen grundlegend. Die Division besetzte nun die Nahtstelle zwischen der Limmatstellung und der Westfront. Mitte Juli hatten die ersten Divisionen der Limmatstellung die neue Armeestellung im Reduit bezogen.
Am 3. Juli 1940 wurde die Division Gempen aufgehoben, am 6. Juli die dem Stadtkommando unterstellten Truppen entlassen. Basel wurde zur offenen Stadt erklärt.

## Vorbereitete Artilleriestellungen für die französische Armee

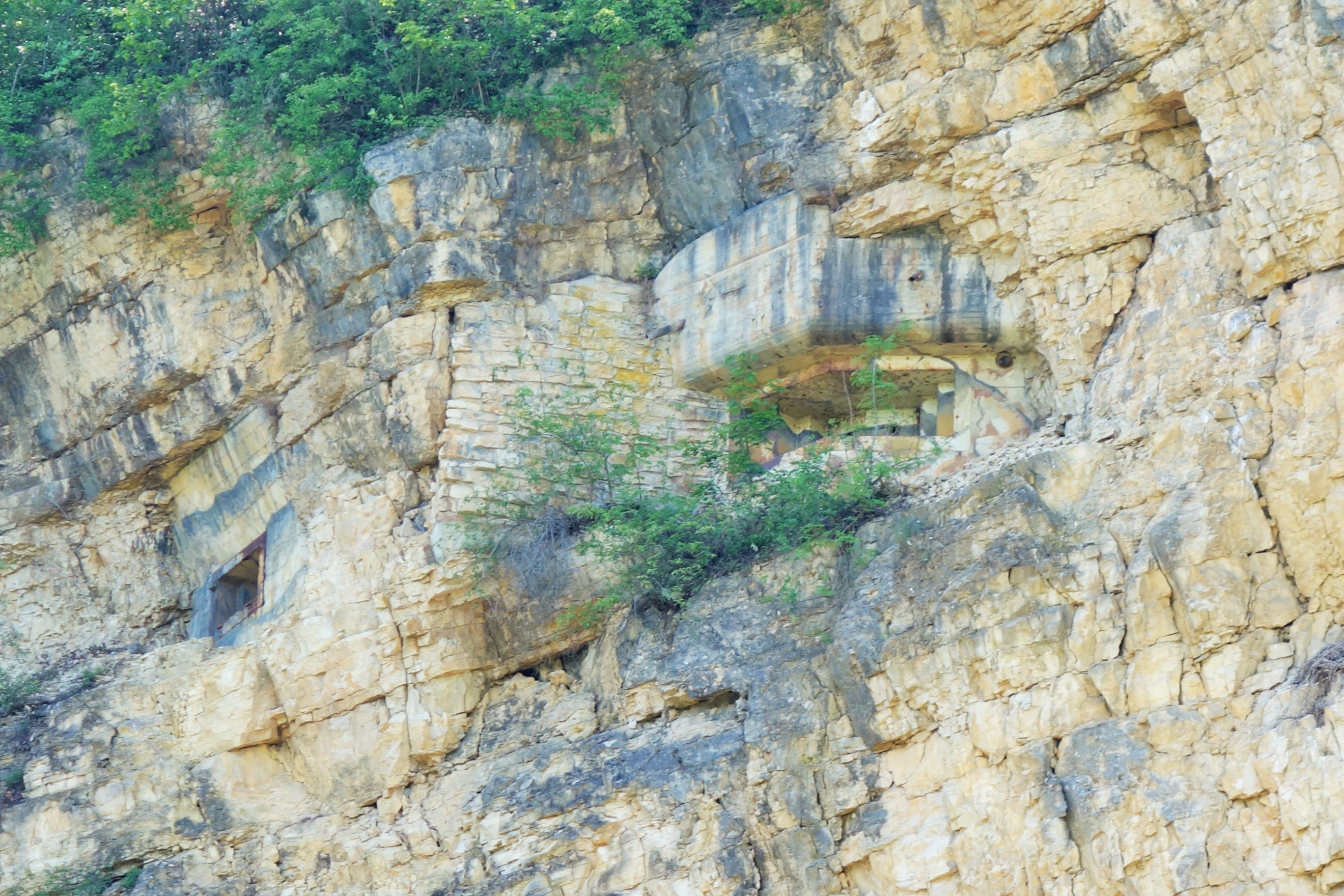
Felsenwerk Adler für Artilleriebeobachter

Die Batteriestellungen wurden zur Benutzung mit französischen Geschützen (7,5-cm-Kanone und 15,5-cm-Haubitze) konzipiert.
Batterie 1: Therwil BL
- 15-cm-Feldhaubitzen Froloo 1		⊙
- 15-cm-Feldhaubitzen Froloo 2		⊙
- 15-cm-Feldhaubitzen Froloo 3		⊙
- 15-cm-Feldhaubitzen Froloo 4		⊙
- Feuerleitstelle Froloo 		⊙

Batterie 2: Therwil BL
- 15-cm-Feldhaubitzen Hinterlind 1		⊙
- 15-cm-Feldhaubitzen Hinterlind 2		⊙
- 15-cm-Feldhaubitzen Hinterlind 3		⊙
- 15-cm-Feldhaubitzen Hinterlind 4		⊙

Batterie 3: Reinach BL
- 15-cm-Feldhaubitzen Reinacherheide 1		⊙
- 15-cm-Feldhaubitzen Reinacherheide 2		⊙
- 15-cm-Feldhaubitzen Reinacherheide 3		⊙
- 15-cm-Feldhaubitzen Reinacherheide 4		⊙

Batterie 4: Arlesheim BL
- 7,5-cm-Feldkanonen Ermitage 1		⊙
- 7,5-cm-Feldkanonen Ermitage 2		⊙
- 7,5-cm-Feldkanonen Ermitage 3		⊙
- 7,5-cm-Feldkanonen Ermitage 4		⊙
- Unterstand/KP/Feuerleitstelle Ermitage		⊙

Batterie 5: Arlesheim BL
- 7,5-cm-Feldkanonen Ermitage Gobenmatt 1		⊙
- 7,5-cm-Feldkanonen Ermitage Gobenmatt 2		⊙
- 7,5-cm-Feldkanonen Ermitage Gobenmatt 3		⊙
- 7,5-cm-Feldkanonen Ermitage Gobenmatt 4		⊙

Batterie 6: Gempen SO
- 15-cm-Feldhaubitzen Schönmatt Süd 1		⊙
- 15-cm-Feldhaubitzen Schönmatt Süd 2		⊙
- 15-cm-Feldhaubitzen Schönmatt Süd 3		⊙
- 15-cm-Feldhaubitzen Schönmatt Süd 4		⊙

Batterie 7: Gempen SO
- 7,5-cm-Feldkanonen Schönmatt, Haselstuden W 1		⊙
- 7,5-cm-Feldkanonen Schönmatt, Haselstuden W 2		⊙
- 7,5-cm-Feldkanonen Schönmatt, Haselstuden W 3		⊙
- 7,5-cm-Feldkanonen Schönmatt, Haselstuden W 4		⊙

Batterie 8: Gempen SO
- 7,5-cm-Feldkanonen Schönmatt, Haselstuden E 1		⊙
- 7,5-cm-Feldkanonen Schönmatt, Haselstuden E 2		⊙
- 7,5-cm-Feldkanonen Schönmatt, Haselstuden E 3		⊙
- 7,5-cm-Feldkanonen Schönmatt, Haselstuden E 4		⊙

Batterie 9: Gempen SO
- 15-cm-Feldhaubitzen Gempen-Dorf E 1		⊙
- 15-cm-Feldhaubitzen Gempen-Dorf E 2		⊙

Batterie 10: Nuglar-St. Pantaleon SO
- 15-cm-Feldhaubitzen Disliberg 1		⊙
- 15-cm-Feldhaubitzen Disliberg 2		⊙
- 15-cm-Feldhaubitzen Disliberg 3		⊙
- 15-cm-Feldhaubitzen Disliberg 4		⊙

Batterie 11: Nuglar-St. Pantaleon SO
- 15-cm-Feldhaubitzen Muni 1		⊙
- 15-cm-Feldhaubitzen Muni 2		⊙
- 15-cm-Feldhaubitzen Muni 3		⊙
- 15-cm-Feldhaubitzen Muni 4		⊙

Batterie 12: Nuglar-St. Pantaleon SO
- 15-cm-Feldhaubitzen Brunnenbachrain 1		⊙
- 15-cm-Feldhaubitzen Brunnenbachrain 2		⊙
- 15-cm-Feldhaubitzen Brunnenbachrain 3		⊙
- 15-cm-Feldhaubitzen Brunnenbachrain 4		⊙

Batterie 13: Liestal BL
- 15-cm-Feldhaubitzen Talacher 1		⊙
- 15-cm-Feldhaubitzen Talacher 2		⊙
- 15-cm-Feldhaubitzen Talacher 3		⊙
- 15-cm-Feldhaubitzen Talacher 4		⊙
- Beobachter Felsenwerk Adler  2 MG		⊙
- Artilleriebeobachter Winterhollen Ost		⊙
- Artilleriebeobachter Winterhollen West		⊙

## Artilleriedispositiv der 4. Division vom Mai 1940
- Feldartillerieabteilung 10 Division 4 (Batt 25 26 27), Gelterkinden BL		⊙
- Feldartillerieabteilung 11 Division 4 (Batt 28 29 30), Sissach BL		⊙
- Feldartillerieabteilung 12 Division 4 (Batt 34 35 36), Wittnau AG		⊙

## Artilleriestellungen in Frankreich

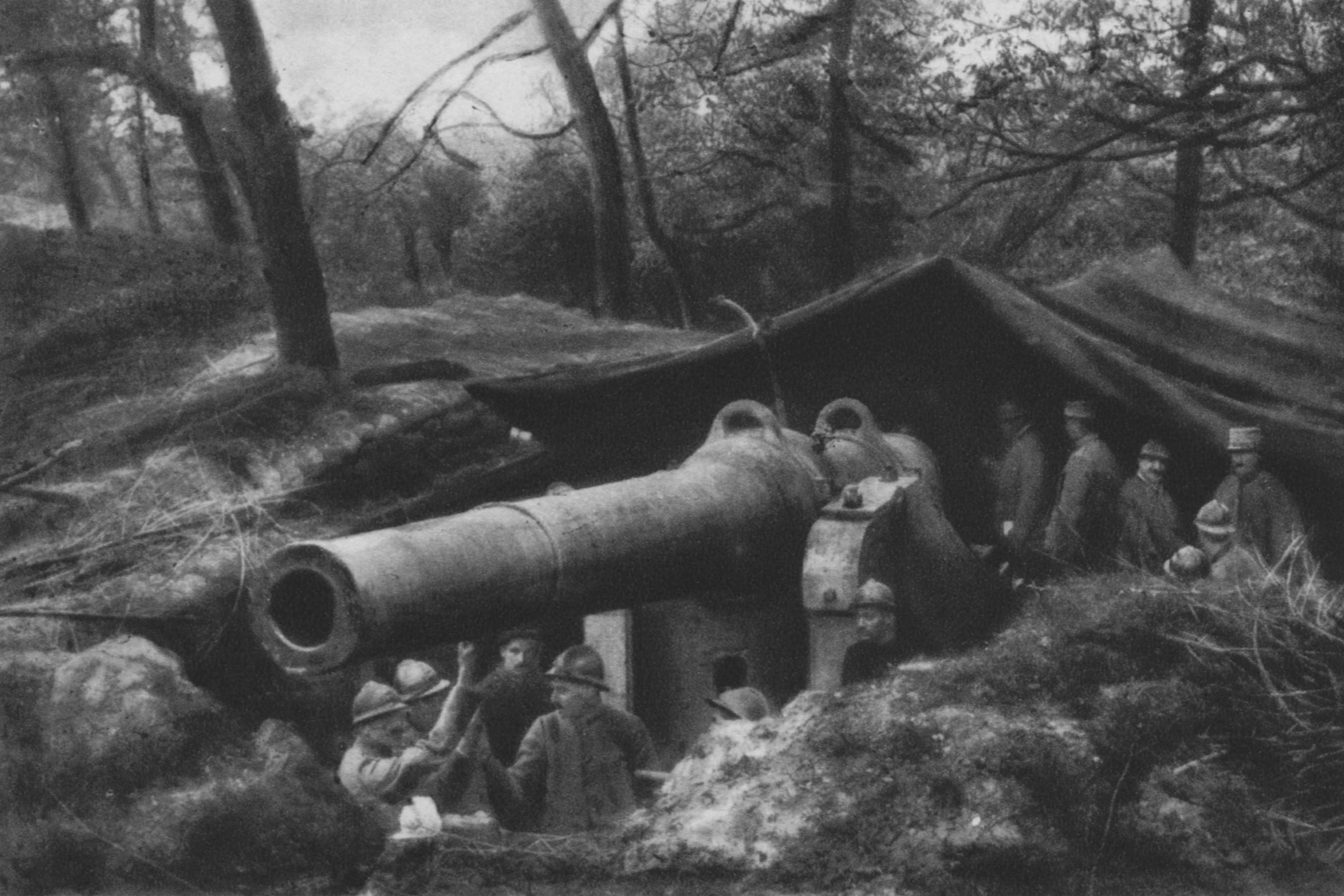
Französisches 24-cm-Geschütz

In der Maginot-Linie waren acht 15,5-cm-Kanonen und vier 24-cm-Kanonen «Saint Chamond» Modell 1884-1917 mit je 18 Kilometer Reichweite zur Zerstörung der Rheinbrücken in Basel für den Fall eines Einmarsches der Wehrmacht vorbereitet. Zusätzlich hatte die französische Armee vier 32-cm-Eisenbahngeschütze in der Nähe aufgefahren.
- Batterie «Breitenhag» (du Breitenhaag): zwei 24-cm-Geschütze mit 18 km Reichweite, Muespach, Frankreich 	⊙[5]

- Batterie «Strengwald»: zwei 24-cm-Geschütze mit 18 km Reichweite, Muespach, Frankreich 	⊙[6]